# Jöns Bengtsson i Brågarp
Se även riksdagsmannen Jöns Bengtsson i Lilla Hyllinge.
Jöns Bengtsson, född 16 maj 1837 i Brågarp, Malmöhus län, död 8 augusti 1918 i Brågarps församling, var en svensk lantbrukare och riksdagspolitiker. Bengtsson var verksam som lantbrukare i Gullåkra i Skåne. I riksdagen var han ledamot av andra kammaren, invald i Bara härads valkrets.